# 豊岡復興建築群

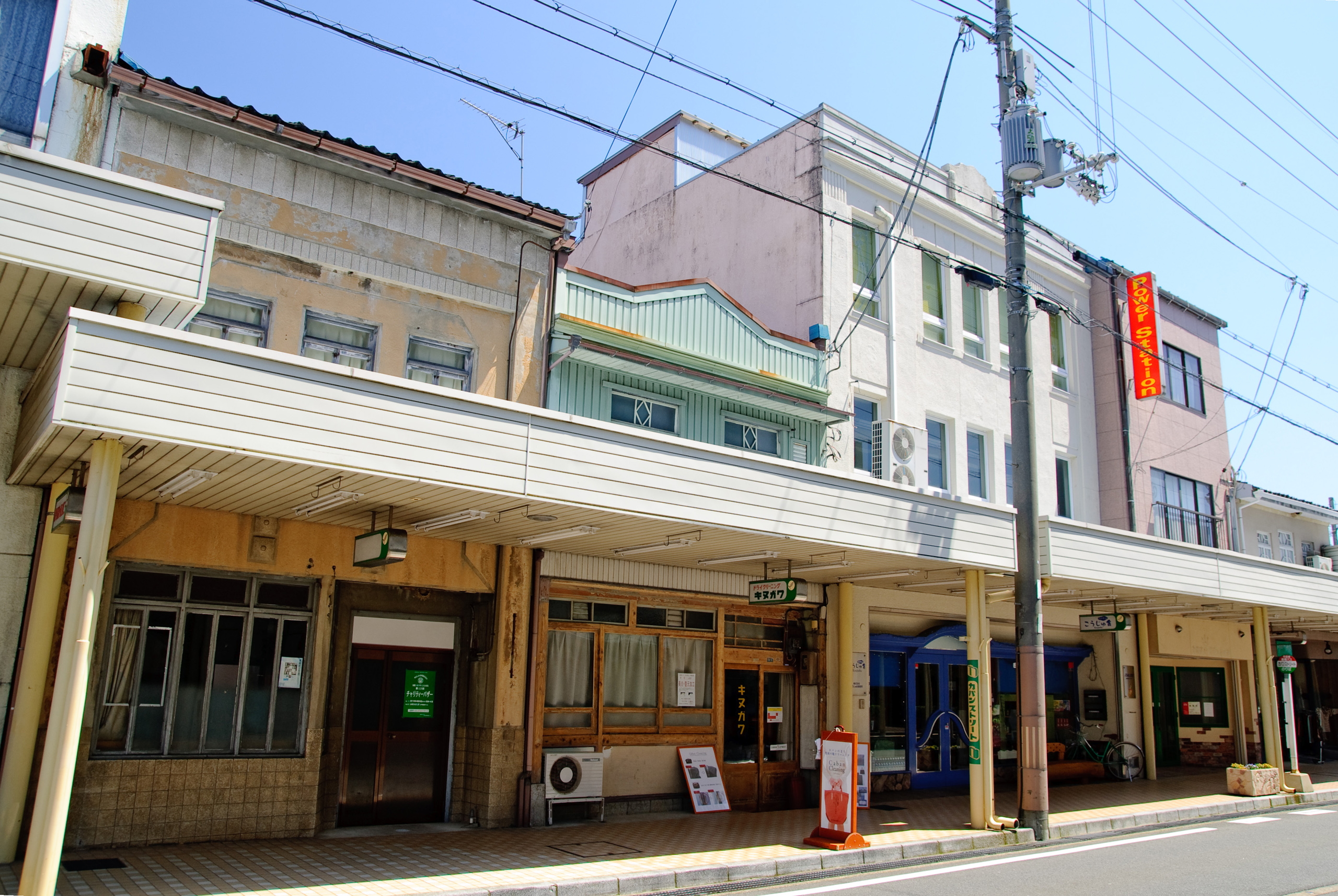
カバンストリートの建築物

豊岡復興建築群（とよおかふっこうけんちくぐん）は、兵庫県豊岡市の大開通りを中心に点在する近代化遺産群である。
1925年（大正14年）5月23日に発生した北但大震災では、旧豊岡市や城崎町を中心に、多くの建物が倒壊または火災により焼失した。大開通りの豊岡駅通商店街や、宵田通りの宵田商店街（カバンストリート）には、震災後に復興した建物が多く残っており、1934年（昭和9年）に完成した旧兵庫県農工銀行豊岡支店（現：豊岡市役所南庁舎別館）は、国の登録有形文化財に登録されている。2009年（平成21年）には見学会が実施されるなど、保存・活用の取り組みが行なわれている。